# Хмара, Леонид Иванович
Леони́д (Алексе́й) Ива́нович Хма́ра (укр. Леоні́д (Олексі́й) Іва́нович Хма́ра; 21 февраля 1915 — 7 декабря 1978) — советский актёр, диктор документального и научно-популярного кино. Голос двухсот фронтовых киножурналов времён Великой Отечественной войны. Заслуженный артист РСФСР (1968).

## Биография
Родился в селе Царичанка (ныне Днепропетровская область Украины) в семье крестьянина. В 1932 году окончил педагогический техникум в Новомосковске, а в 1936 году с отличием — литературно-драматический факультет Харьковского музыкально-театрального института по специальности «Актёр-чтец».
В период 1935—1938 годов работал актёром-чтецом в Государственной филармонии в Харькове.
C марта 1938 года был диктором Украинской студии кинохроники в Харькове, а с января 1939 года — Украинской студии кинохроники в Киеве, озвучивал фильмы на украинском и русском языках. Приказом Комитета по делам кинематографии СССР в сентябре 1941 года был переведён в Москву на Центральную студии кинохроники (с 1944 года — ЦСДФ).
После войны его голосом звучали многие выпуски кинопериодики: «Новости дня», «Советская армия», «Советский спорт», «Советское кино».
Член Союза кинематографистов СССР.
Скончался 7 декабря 1978 года в Москве. Похоронен на Головинском кладбище.

## Фильмография
- 1940 — Буковина — земля украинская
- 1940 — Освобождение украинских и белорусских земель от гнёта польских панов и воссоединение народов-братьев в единую семью
- 1943 — Битва за нашу Советскую Украину
- 1945 — XXVIII Октябрь
- 1945 — Берлин
- 1945 — Берлинская конференция
- 1945 — Будапешт
- 1945 — В Верхней Селезии
- 1945 — В логове зверя
- 1945 — Крымская конференция
- 1945 — Освобождённая Чехословакия
- 1945 — От Вислы до Одера
- 1945 — Победа на Правобережной Украине
- 1945 — Повесть о наших детях
- 1945 — Поместный собор Русской православной церкви
- 1945 — Парад Победы (ч/б и цветной варианты)
- 1945 — Юные музыканты
- 1946 — На австрийской земле
- 1946 — Фронтовой кинооператор
- 1947 — Всесоюзный парад физкультурников
- 1947 — День победившей страны
- 1947 — Москва — Столица СССР
- 1947 — Суд народов
- 1948 — Владимир Ильич Ленин
- 1949 — Молодые строители коммунизма
- 1949 — Советский Казахстан
- 1954 — Остров Сахалин
- 1950 — Освобождённый Китай
- 1950 — Победа китайского народа
- 1951 — На стройках Москвы
- 1952 — Делегация китайских крестьян в СССР
- 1952 — По Краснодарскому краю
- 1953 — Лев Толстой
- 1953 — На окраинах Москвы
- 1953 — Повесть о нефтяниках Каспия
- 1953 — Пробуждённая степь
- 1955 — За витриной универмага (нет в титрах)
- 1957 — Тайны мудрого рыболова
- 1957 — Дорога к звёздам
- 1958 — Объединённый институт ядерных исследований
- 1959 — Как поссорились Иван Иванович с Иваном Никифоровичем — Николай Васильевич Гоголь (озвучивает)
- 1958 — Маяка с реки Бикин
- 1960 — Нормандия — Неман
- 1961 — Сказка о Коньке-горбунке
- 1961 — Первый рейс к звёздам
- 1964 — Живые и мёртвые (также эпизод)
- 1964 — Наш Никита Сергеевич
- 1965 — Москвичи в сорок первом[8]
- 1967 — Возмездие
- 1969 — Ty-144: Взлёт
- 1970 — Сердце России
- 1971 — Время, дела, люди
- 1971 — Поместный собор 1971 года
- 1972 — Надя Рушева
- 1974 — Там, за Перекопом…
- 1978 — Родословная подвига

## Награды и звания
- Три ордена «Знак Почёта» (1944[9], 1947[1] и 1950[10])
- Заслуженный артист РСФСР (1968)[11]

## Комментарии
1. ↑  По записи, сделанной  журналистом Виктором Гороховым со слов самого Хмары, последний приехал в Москву вместе с А. Довженко после сдачи Киева немецкой армии. Не получив места диктора на радио, устроился записывать дикторские тексты к фильмам и киножурналам на студии кинохроники в Лиховом переулке[5].